# Gouvernement Ouattara
Première République
Houphouët-Boigny XV Duncan I
Le gouvernement Alassane Ouattara est un gouvernement ivoirien formé par Alassane Ouattara le 7 novembre 1990 et en exercice jusqu'au 9 décembre 1993.
Tous les membres sont issus du PDCI. Le gouvernement démissionne à la suite du décès de Félix Houphouët-Boigny.

## Composition initiale du gouvernement
| Image | Fonction                                                                                                |  | Nom                           | Parti |
| ----- | --- |  | ----------------------------- | ----- |
|       | Premier ministre                                                                                        |  | Alassane Ouattara             | PDCI  |
|       | Ministre délégué auprès du Premier ministre, chargé de l'Économie, des finances, du commerce et du plan |  | Daniel Kablan Duncan          | PDCI  |
|       | Ministre délégué auprès du Premier ministre, chargé des matières premières                              |  | Guy-Alain Emmanuel Gauze      | PDCI  |
|       | Ministre de la Défense                                                                                  |  | Léon Konan Koffi              | PDCI  |
|       | Ministre des Affaires étrangères                                                                        |  | Amara Essy                    | PDCI  |
|       | Ministre de l'Intérieur et de la sécurité                                                               |  | Émile Constant Bombet         | PDCI  |
|       | Garde des Sceaux, ministre de la justice                                                                |  | Jacqueline Lohouès-Oble       | PDCI  |
|       | Ministre de l'Enseignement supérieur et de la Recherche scientifique                                    |  | Alassane Salif N'Diaye        | PDCI  |
|       | Ministre de l'Education nationale                                                                       |  | Vamoussa Bamba                | PDCI  |
|       | Ministre de l'Agriculture et des ressources animales                                                    |  | Lambert Kouassi Konan         | PDCI  |
|       | Ministre de la Communication, porte-parole du gouvernement                                              |  | Auguste Séverin Miremont      | PDCI  |
|       | Ministre de l'Industrie, des mines et de l'énergie                                                      |  | Yed Essaïe Angoran            | PDCI  |
|       | Ministre de la Santé et de la protection sociale                                                        |  | Frédéric François Alain Ekra  | PDCI  |
|       | Ministre de l'Equipement, de la construction et de l'urbanisme                                          |  | Ezan Akélé                    | PDCI  |
|       | Ministre de l'Emploi et de la fonction publique                                                         |  | Patrice Kouamé                | PDCI  |
|       | Ministre de la Culture                                                                                  |  | Henriette Dagri Diabaté       | PDCI  |
|       | Ministre de la Promotion de la femme                                                                    |  | Claire Thérèse Elisabeth Grah | PDCI  |
|       | Ministre de la Jeunesse et des sports                                                                   |  | René Djédjémel Diby           | PDCI  |
|       | Ministre des Postes et des télécommunications                                                           |  | Yao Nicolas Kouassi Akon      | PDCI  |

## Modifications

### Ajustement du 17 novembre 1991
- Lassana Palenfo entre au gouvernement comme ministre de la Sécurité.
- Angora Kacou entre au gouvernement comme ministre du Commerce.

### Ajustement du 20 mars 1992
Le ministre des Postes et de télécommunications, Yao Nicolas Kouassi Akon, quitte le gouvernement. Yed Esaïe Angoran, ministre des Mines et de l’énergie, est chargé des Postes et des télécommunications.

### Ajustement du 19 août 1993
Le ministre de l'Education nationale, Vamousa Bamba, quitte le gouvernement. Il est remplacé à ce poste par Saliou Touré.